# Stanisław Barańczak

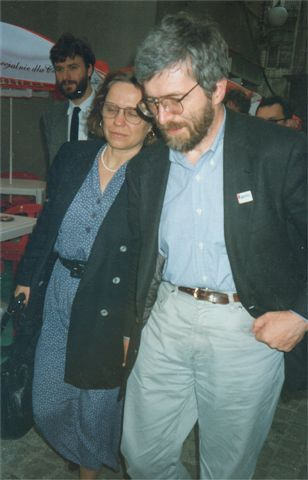
Anna och Stanisław Barańczak (1995).

Stanisław Barańczak, född 13 november 1946 i Poznań, död 26 december 2014 i Newton i Massachusetts, var en polsk poet och översättare. Han var bror till romanförfattaren Małgorzata Musierowicz. Barańczak flyttade 1981 från Polen till USA för att undervisa vid Harvard University varifrån han pensionerades i slutet av 1990-talet av hälsoskäl.
Barańczak översatte verk av Emily Dickinson, John Donne, Bob Dylan och William Shakespeare till polska. År 1996 fick han en amerikansk utmärkelse, PEN Translation Prize, för översättningen av Wisława Szymborskas dikter till engelska som han hade gjort tillsammans med Clare Cavanagh.